# Seznam převorů augustiniánského kláštera v Bělé pod Bezdězem

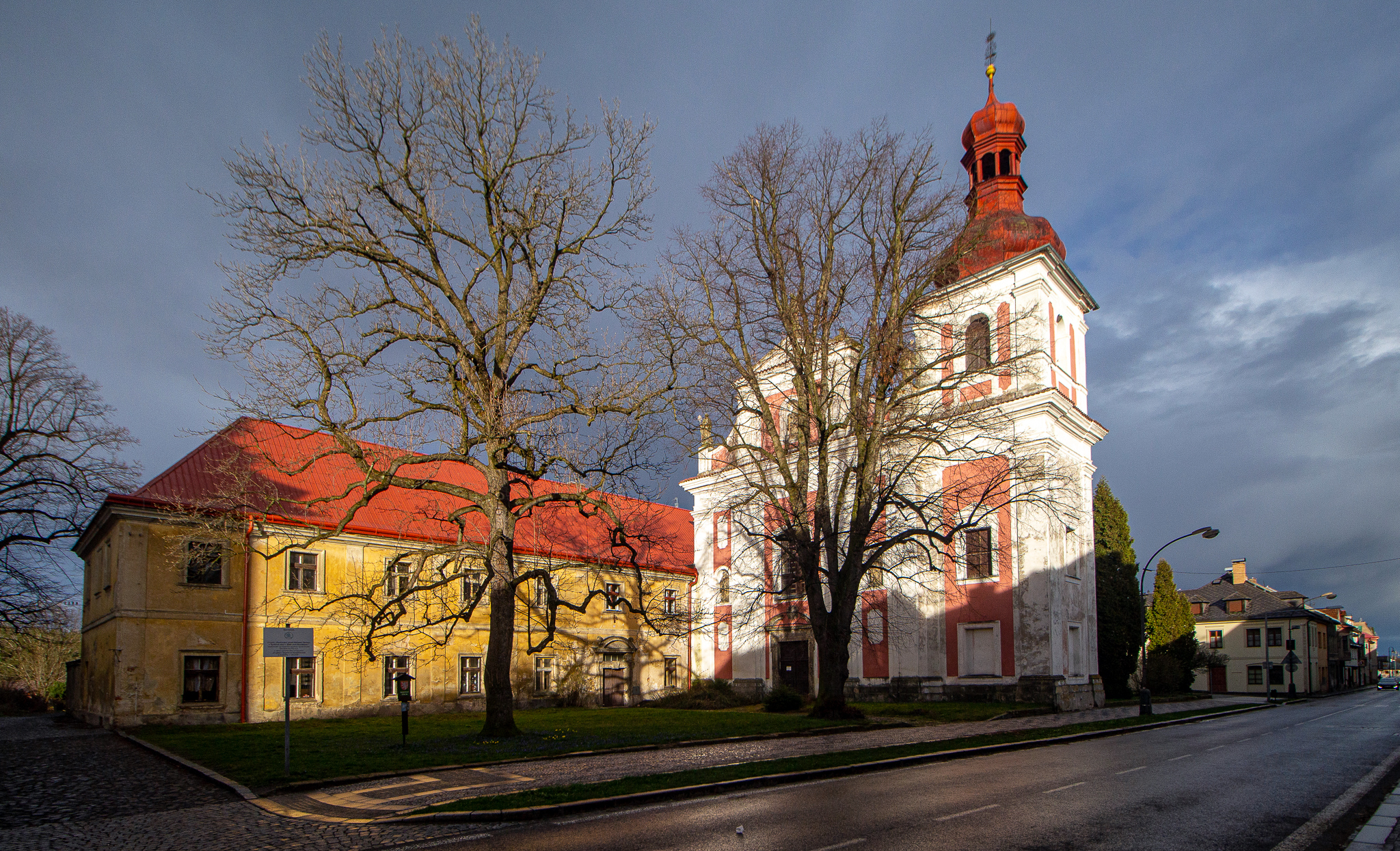
Klášter a kostel v Bělé

Klášter augustiniánů v Bělé pod Bezdězem byl založen v roce 1345, v roce 1421 konventuály vyvraždili husité. V roce 1445 byl obnoven, avšak v průběhu 16. století opět zanikl. Opětovně obnoven byl roku 1633. Od té doby, až do definitivního zániku konventu v r. 1950, se zde vystřídali tito převorové (představení komunity) a administrátoři:

## Předhusitská doba
- 1355 Jakub z Bělé
- 1384 Zbyněk
- 1402 Hanuš
- 1414 Ondřej z Prahy
- 1419 Jan

## 16. století
- 1548 Stanislav

## 17. století
- 1633-1635 P. Urban de Heyden
- 1635-1638 P. Simplicián Deichart
- od r. 1638 P. Simplicián Hutter, po něm P. Hugolin Maria de Bouis
- 1650-1653 P. Hugolin Walder
- 1653-1654 P. Maxim Donadinus
- od r. 1654 P. Hugolin Walder, po něm P. Valentin Liesner
- od r. 1659 P. Bonaventura, po něm P. Gottfried Langenauer
- 1665-1668 P. Alipius Gottelt
- 1668-1671 P. Celestin Teimel
- od r. 1671 P. Gerard Menšík, po něm P. Mikuláš Puchner
- od r. 1675 P. Alipius Ernst, po něm P. Maxim Tišovský
- 1680-1683 P. Aurelius Puchner
- 1683-1686 P. Šebestián Schulz
- od r. 1686 P. Chrysostomus Otto, po něm P. Valentin Weidner
- 1695-1700 P. Rafael Pelikán

## 18. století
- 1700-1701 P. Konrád Štěpán
- 1701-1704 P. Antonín Čakrt
- 1704-1719 P. Serafín Melzer
- 1719-1722 P. Damián Pokorný
- 1722-1725 P. Bruno Rauch
- 1725-1726 P. Tadeáš Bäumel
- 1726-1730 P. Adeodatus Mentzel
- 1730-1734 P. Tadeáš Bäumel
- 1734-1737 P. Cyriak Votava
- 1737-1740 P. Gabriel Flix
- 1740-1744 P. Rafael Sichrovský
- 1744 P. Matouš Neander
- 1744-1750 P. Jiljí Groner
- 1750-1754 P. Tadeáš Bäumel
- 1754-1757 P. Kristián Pauli
- 1757-1760 P. Blažej Walter
- 1760-1763 P. Achácius Jakubec
- 1763-1766 P. Isidor Vejrich
- 1766-1769 P. Gaudiosus Kotík
- 1769-1774 P. Roman Čech
- 1774-1777 P. Koloman Riemer
- 1777-1781 P. Arnošt Pabstmann
- 1781 P. Prosper Kozlík
- 1781-1809 P. Isidor Jelínek

## 19. století
- 1809-1818 P. Bertold Rudolfský
- 1818-1823 P. Benno Scholze
- 1823-1826 P. Cesarius Tobisch
- 1826-1827 P. Remigius Krejčík
- 1827-1838 P. Amand Paudler
- 1838-1845 P. Alois Schreckenburg
- 1845-1850 P. Jeroným Emler
- 1850-1859 P. Benignus Hůrka
- 1859-1873 P. Stanislav Černý
- 1873-1878 P. Dionýsius Stephan
- 1878-1901 P. Antonín Augustin Pavlík

## 20. století

### Převorové
- 1901-1904 P. Benignus Josef Kačerovský
- 1904-1928 P. Ambrož Polák
- 1928-1932 P. Hroznata Junek
- 1932-1948 P. Rudolf Karel Löw

### Administrátoři
- 1948-1949 P. Václav Josef Holas
- 1949-1950 P. Vít Václav Mareček